# Dasyuris monacmaria
Dasyuris monacmaria là một loài bướm đêm trong họ Geometridae.